# Woonhuis Van den Doel
Woonhuis Van den Doel is een villa in het Noord-Hollandse dorp Ilpendam. De villa is in de jaren 50 van de 20e eeuw ontworpen door Gerrit Rietveld en werd gerealiseerd in 1957-1958. Hoewel gebouwd nadat De Stijl werd opgeheven, is de woning nog wel in die trant ontworpen. De opdrachtgever was chirurg Van den Doel. In 2013 gaf toenmalig minister Bussemaker aan dat de villa aangewezen zou kunnen worden als rijksmonument. Het besluit tot aanwijzing volgde in 2014 en de inschrijving in het Monumentenregister volgde op 20 maart 2015. Tot deze datum was het pand nog aangewezen als provinciaal monument.

## Ontwerp
Het pand staat op een stuk polderland onderaan de Monnickendammerrijweg. De woning is ontworpen rondom de hal. De woonkamer is iets hoger dan de overige ruimtes, waardoor deze met een zwarte rand boven de overige kamers uitsteekt. Alle bouwvolumes zijn in de voor Rietveld kenmerkende, contrasterende kleuren uitgevoerd. Elk volume is opgetrokken in buitenmuren van geglazuurde baksteen, met een eigen kleur. De gebruikte kleuren in het exterieur zijn grijs-wit, antraciet en blauw. De kozijnen zijn verdiept aangebracht. De garagedeur is oranje-rood van kleur. Rondom de woning liggen een aantal terrassen, welke meegenomen zijn in de bescherming als rijksmonument.
De kleurstelling in het interieur is uitgevoerd in mozaïeken en lilatinten. De woonkamer is op het zuiden gericht en door de grote glaswand komt er veel licht binnen. De woonkamer is 3,80 meter hoog.